# Dziemiany (gromada)
Dziemiany – dawna gromada, czyli najmniejsza jednostka podziału terytorialnego Polskiej Rzeczypospolitej Ludowej w latach 1954–1972.
Gromady, z gromadzkimi radami narodowymi (GRN) jako organami władzy najniższego stopnia na wsi, funkcjonowały od reformy reorganizującej administrację wiejską przeprowadzonej jesienią 1954 do momentu ich zniesienia z dniem 1 stycznia 1973, tym samym wypierając organizację gminną w latach 1954–1972.
Gromadę Dziemiany z siedzibą GRN w Dziemianach utworzono – jako jedną z 8759 gromad na obszarze Polski – w powiecie kościerskim w woj. gdańskim na mocy uchwały nr 18/III/54 WRN w Gdańsku z dnia 5 października 1954. W skład jednostki weszły obszary dotychczasowych gromad Dziemiany, Jastrzębie Dziemiańskie, Płęsy, Raduń, Piechowice (bez osad Parowa i Dąbrówka) i Trzebuń (bez osady Turzonka) ze zniesionej gminy Dziemiany w tymże powiecie. Dla gromady ustalono 20 członków gromadzkiej rady narodowej.
1 stycznia 1958 do gromady Dziemiany włączono miejscowości Turzonka, Nowe Słone, Stare Słone, Parowa, Leżuchowo, Kalisz, Dąbrówka i Słupinko zniesionej gromady Kalisz w tymże powiecie.
Gromada przetrwała do końca 1972 roku, czyli do kolejnej reformy gminnej. 1 stycznia 1973 w powiecie kościerskim w woj. gdańskim reaktywowano zniesioną w 1954 roku gminę Dziemiany (w latach 1976–83 zniesiona, zastąpiona gminą Dziemiany-Lipusz; od 1999 w woj. pomorskim).